# Дроб'язко Віталій Антонович
Віта́лій Анто́нович Дроб'я́зко (15 січня 1896, Київ — після 1936) — український військовий і громадський діяч, помічник командира інструкторської отаманської сотні Київського козачого коша, ад'ютант начальника Київської губерніальної комендатури, ад'ютант командира 8-ї Запорозької дивізії, ад'ютант командира 16-го легко-гарматного куреня 6-ї Січової дивізії; сотник Армії УНР. Нагороджений Хрестом Симона Петлюри.

## Біографія
Імовірно, народився в сім'ї секретаря Київської судової палати Антона Лаврентійовича Дроб'язка та Марії Єгорівни (до шлюбу Лібова).
1900 року переїхав із батьками до Житомира, потім — до Острога (1904).
Закінчив Острозьку гімназію (1906—1914), до мобілізації в 1916 році навчався на правничому факультеті Київського університету св. Володимира.
Приділений до 2-го навчально-підготовчого батальйону в Царицині.
Закінчив 4-ту Київську (студентську) школу прапорщиків молодшим портупей-юнкером (1916).
Будучи вже прапорщиком, залишився в школі на посаді помічника курсового офіцера.
Наприкінці лютого 1917 року призначений до 80-го пішого запасного полку і за власним бажанням відправлений на фронт.
За хоробрість нагороджений орденами Св. Станіслава III ст. з мечами і бантом і Св. Анни IV ст. та підвищений до підпоручника.
Брав участь у формуванні Окремого українського куреня.
На фронт приділений до 104-ї артилерійської бригади 4-го батальйону.
Після іспитів переведений до польової легкої артилерії.
20 жовтня 1917 року, прибувши в розпорядження Генерального секретаріату військових справ, призначений до Сердюцької гарматної бригади.
Брав участь у боях із більшовиками на Чернігівщині (1 січня — 8 січня 1918 року).
Від 12 квітня до 14 листопада 1918 року перебував у запасі. У цей час відновив навчання в університеті (7-й семестр).
Під час наступу більшовиків на Київ приєднався до Чорноморського козацького коша.
Після переходу через Румунію став ад'ютантом командира 8-ї Запорозької дивізії, з якою брав участь у наступі на Київ і боях з денікінцями.
Занедужавши на тиф, потрапив у польський полон (листопад 1919 року).
У 1920 році приєднався до 6-ї Січової дивізії.
Після переходу Збруча інтернований у таборі Каліша.
Закінчив тримісячний курс гарматно-старшинського вишколу.
Нагороджений Хрестом Симона Петлюри.